# 780 Armenia
Armenia (asteroide 780) é um asteroide da cintura principal com um diâmetro de 94,4 quilómetros, a 2,8205948 UA. Possui uma excentricidade de 0,0946405 e um período orbital de 2 008,5 dias (5,5 anos).
Armenia tem uma velocidade orbital média de 16,87457824 km/s e uma inclinação de 19,09159º.
Esse asteroide foi descoberto em 25 de Janeiro de 1914 por Grigory Neujmin.
Este asteroide recebeu este nome em homenagem ao país europeu Arménia.